# Henry Lawrence
Henry Lawrence (Palmetto, 26 settembre 1951) è un ex giocatore di football americano statunitense che ha militato nel ruolo di offensive tackle tutta carriera con gli Oakland/Los Angeles Raiders della National Football League (NFL).

## Carriera
Lawrence fu scelto nel corso del primo giro (19º assoluto) del Draft NFL 1974 dagli Oakland Raiders. Vi giocò per tutte le tredici stagioni della carriera, incluse le ultime annate in cui la squadra si era trasferita a Los Angeles. Coi Raiders vinse tre Super Bowl, il XI alla sua terza stagione e il XV e XVIII come titolare. In carriera fu convocato per due Pro Bowl consecutivi, nel 1983 e 1984.

## Palmarès

### Franchigia
- Super Bowl : 3

Oakland Raiders: XI, XV
Los Angeles Raiders: XVIII
- American Football Conference Championship: 3

Oakland Raiders: 1980, 1982
Los Angeles Raiders: 1983

### Individuale
- Convocazioni al Pro Bowl: 2

1983, 1984